# Анрі Мішель
Анрі Мішель (фр. Henri Michel, 28 жовтня 1947, Екс-ан-Прованс — 24 квітня 2018, там само) — французький футболіст, що грав на позиції півзахисника. Виступав, зокрема, за клуб «Нант», а також національну збірну Франції. По завершенні ігрової кар'єри — футбольний тренер. Значною мірою працював із збірними.

## Клубна кар'єра
У дорослому футболі дебютував 1964 року виступами за команду «Екс» з Дивізіону 2, в якій провів два сезони, взявши участь у 38 матчах чемпіонату.
Влітку 1966 року перейшов до «Нанта», за який відіграв 16 сезонів. Більшість часу, проведеного у складі «Нанта», виступав на позиції опорного півзахисника і був лідером та капітаном команди. За цей час у складі «канарок» тричі виборював титул чемпіона Франції, кубок Франції і вийшов у півфінал Кубка кубків. В останні роки своєї кар'єри, Мішель грав на позиції ліберо в клубі. Всього за «Нант» Мішель провів 532 матчі в чемпіонаті країни, що є рекордом клубу, разом з Жаном-Полем Бертран-Деманом. Завершив професійну кар'єру футболіста виступами за «Нант» у 1982 році.

## Виступи за збірну
1967 року дебютував в офіційних матчах у складі національної збірної Франції. Протягом кар'єри у національній команді, яка тривала 14 років, провів у формі головної команди країни 58 матчів, забивши 4 голи. Тривалий час був капітаном збірної
У складі збірної був учасником чемпіонату світу 1978 року в Аргентині, на якому зіграв у двох матчах.

## Кар'єра тренера
Розпочав тренерську кар'єру відразу ж по завершенні кар'єри гравця, 1982 року, очоливши тренерський штаб молодіжної збірної Франції, яку через два роки привів до золотих медалей на Олімпіаді в Лос-Анджелесі. В тому ж році Анрі Мішель замінив Мішеля Ідальго на посаді головного тренера збірної Франції, з якою виграв 1985 року Кубок Артеміо Франкі та здобув бронзові медалі чемпіонату світу 1986 у Мексиці, але через два роки Франція не змогла кваліфікуватися на чемпіонат Європи, а потім зіграла внічию 1:1 зі збірною Кіпру в кваліфікації до чемпіонату світу 1990 року, після якої Мішель був звільнений.
Потім Мішель недовго керував «Парі Сен-Жерменом», а в січні 1994 року очолив збірну Камеруну, якою того ж року керував на чемпіонаті світу у США, де камерунці один раз зіграли внічию та двічі програли. Збірна Камеруну на тому турнірі запам'яталися лише поразкою 1:6 від збірної Росії, після чого французький наставник відправився на роботу в один з клубів Саудівської Аравії «Аль-Айн».
У жовтні 1995 року Мішель очолив збірну Марокко, яку вивів на чемпіонат світу 1998 року у Франції, де марокканці вибули на груповій стадії. Також керував збірною на Кубку африканських націй 1998 року у Буркіна Фасо та Кубку африканських націй 2000 року у Гані та Нігерії, проте і тут його підопічні не показали високих результатів — чвертьфінал та невихід з групи відповідно.
Після цього Мішель працював зі збірною ОАЕ, грецьким клубом «Аріс» (Салоніки) та збірною Тунісу, з якої його звільнили, незважаючи на кваліфікацію на чемпіонат світу 2002 року, оскільки напередодні турніру тунісці під керівництвом Мішеля не спромоглия виграти жодного матчу ну Кубку африканських націй 2002 року у Малі.
У 2003 році Мішель став головним тренером клубу «Раджа», з яким виграв Кубок КАФ.
З 2004 року Мішель працював зі збірною Кот-д'Івуару, яку вивів у фінал Кубка африканських націй 2006 року в Єгипті і на чемпіонат світу 2006 у Німеччині, де «помаранчеві» не вийшли з групи.
Згодом французький фахівець Мішель тренував катарський клуб «Аль-Арабі» та єгипетський «Замалек».
У серпні 2007 року Мішель знову очолив збірну Марокко, але вже 7 лютого 2008 року він був звільнений після безвольного виступу на Кубку африканських націй 2008 року у Гані, де команда, що до початку турніру була претендентом на чемпіонський титул, вилетіла вже в першому раунді змагання.
2008 року Мішель очолив південноафриканський клуб «Мамелоді Сандаунз», але вже в березні 2009 року він подав у відставку через критику фанатів, незадоволених грою команди. Потім Анрі знову тренував «Замалек».
У грудні 2010 року Мішель очолив збірну Екваторіальної Гвінеї. У жовтні француз подав у відставку, але президент країни, Теодоро Обіанг Нгема Мбасого, умовив його залишитися. У грудні 2011 року Мішель залишив посаду головного тренера команди через спроби футбольної асоціації країни втручатися в його роботу.
Наразі останнім місцем тренерської роботи Мішеля була збірна Кенії, яку він недовго очолював як головний тренер 2012 року.

## Титули і досягнення

### Як гравця
- Чемпіон Франції (3):

«Нант»: 1972–73, 1976–77, 1979–80
- Володар Кубка Франції (1):

«Нант»: 1978–79

### Як тренера
- Олімпійський чемпіон: 1984[14]
- Бронзовий призер чемпіонату світу: 1986
- Володар Кубка Артеміо Франкі: 1985
- Володар Кубка КАФ: 2003
- Срібний призер Кубка африканських націй: 2006